# Augusz-ház

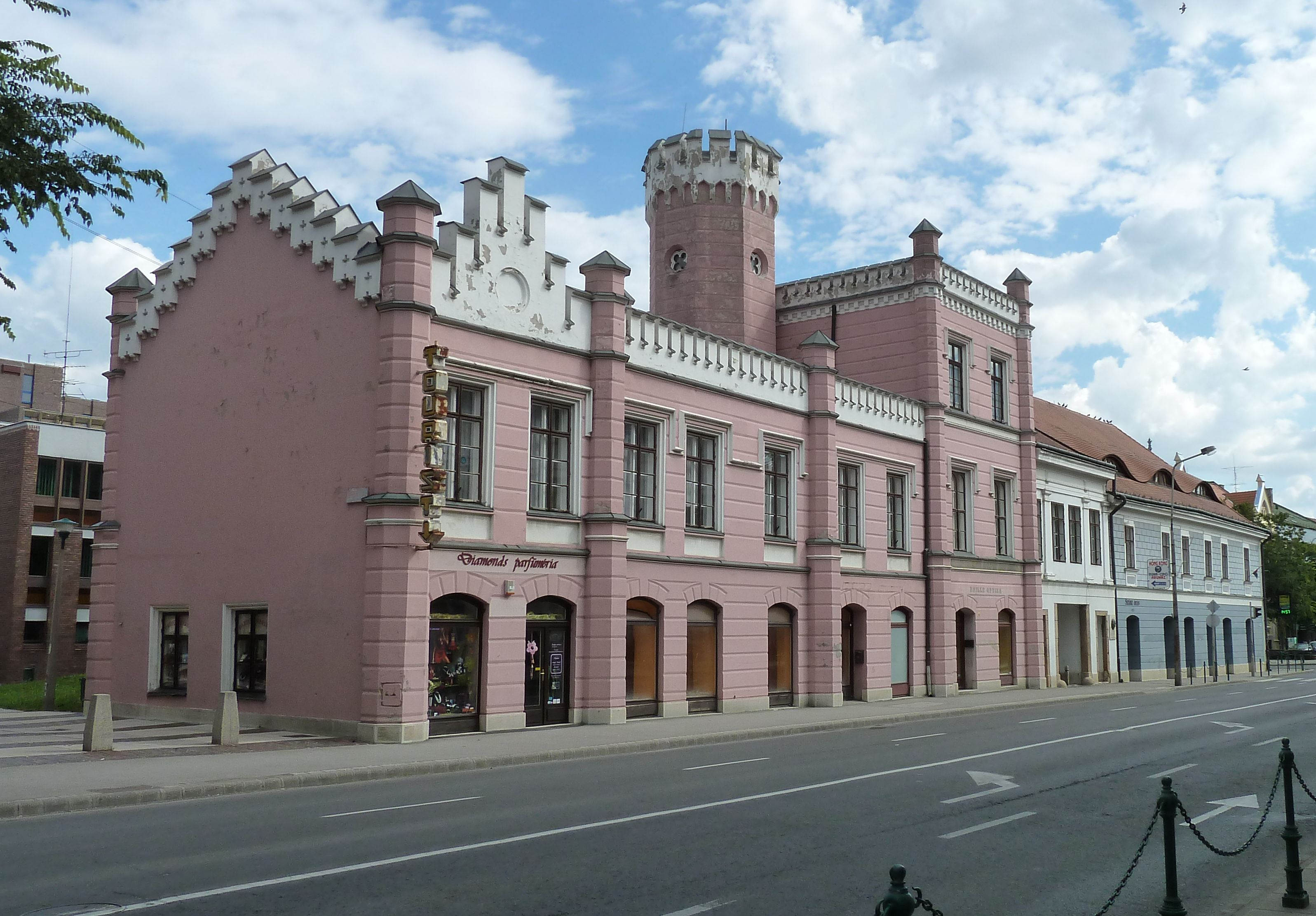
Az Augusz-ház észak felől

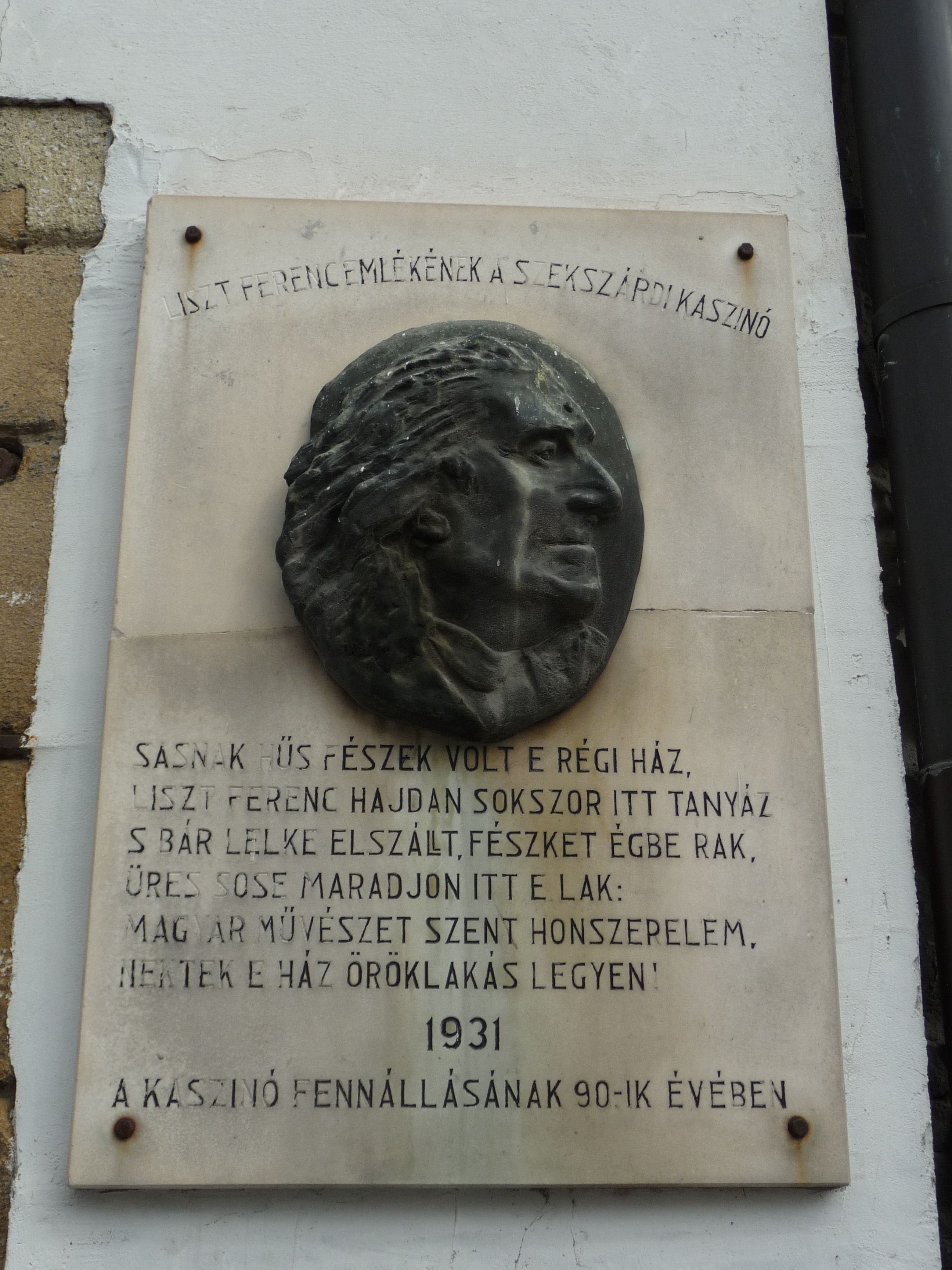
Liszt Ferenc emléktáblája az Augusz-ház falán

Az Augusz-ház (Széchenyi u. 38.) Szekszárd egyik legjellegzetesebb épülete. Helyén korábban a Fekete Elefánt fogadó állt — abban a korban meglehetősen híres fogadóban többek között II. József is több napig vendégeskedett 1789-ben.

## Története
Az épület legrégebbi része a déli szárny, amit az 1820-as években építtetett idősebb Augusz Antal, a későbbi báró apja.
A középső rész valószínűleg az 1830-as években épült.
A legújabb az északi szárny, amit báró Augusz Antal építtetett a Svájcban született Stann Jakabbal. 1870-ben készült el.
Liszt Ferenc, a 19. század legnagyobb magyar zeneszerzője és zongoraművésze Augusz Antal jó barátja volt, és hosszabb-rövidebb időre négy ízben (1846-ban, 1865 szeptemberében egy hétig, 1870-ben bő három hónapot, végül 1876-ban) vendégeskedett a házban.
1894-től itt működött a Szekszárdi Kaszinó (előtte a Bezerédj utcai Tormay-házban volt), majd 1905-től az ország első közgazdasági és társadalomtudományi szakkönyvtára.
1973-ban költözött az épület első emeletére a Liszt Ferenc Zeneiskola (a Széchenyi utca 5-ből; azt a házat nem sokkal az iskola kiköltözése után lebontották). A második emeleti toronyszobában rendezték be a Liszt Ferenc emlékkiállítást — a helyiségben egyúttal zeneműtár is működött. Később a zeneműtár a könyvtárba költözött, a kiállítás pedig a Megyeháza emeletén kialakított múzeumi szakaszba. A toronyszobában ezután egy nagyobb és két kisebb zeneiskolai tantermet alakítottak ki.

## Az épület
Az egyszerű külsejű déli szárny jelenleg kékesszürke, a középrész fehér.
A rózsaszín, tornyocskás északi szárnyat a Trieszt melletti Miramare-kastély mintájára építették.
Liszt Ferenc látogatásainak emlékét tábla örökíti meg a ház nyugati homlokzatán, a kapubejáró mellett. A táblán a zeneszerző dombormívű portréja Wigand Edit alkotása (1931-ből).
Bent, a lépcsőfeljáróval szemben Liszt mellszobra (Farkas Pál munkája) köszönti a zeneiskola látogatóit. A hangversenyteremben látható két portrét Baky Péter festette: az egyik Liszt Ferencet, a másik Augusz Antalt ábrázolja.